# Gare de Champigny-sur-Yonne
Gare de Champigny-sur-Yonne vasútállomás Franciaországban, Champigny településen.

## Vasútvonalak
Az állomást az alábbi vasútvonalak érintik:
- Párizs–Marseille-vasútvonal

## Kapcsolódó állomások
A vasútállomáshoz az alábbi állomások vannak a legközelebb:
- Gare de Villeneuve-la-Guyard
- Gare de Pont-sur-Yonne